# Sigaar

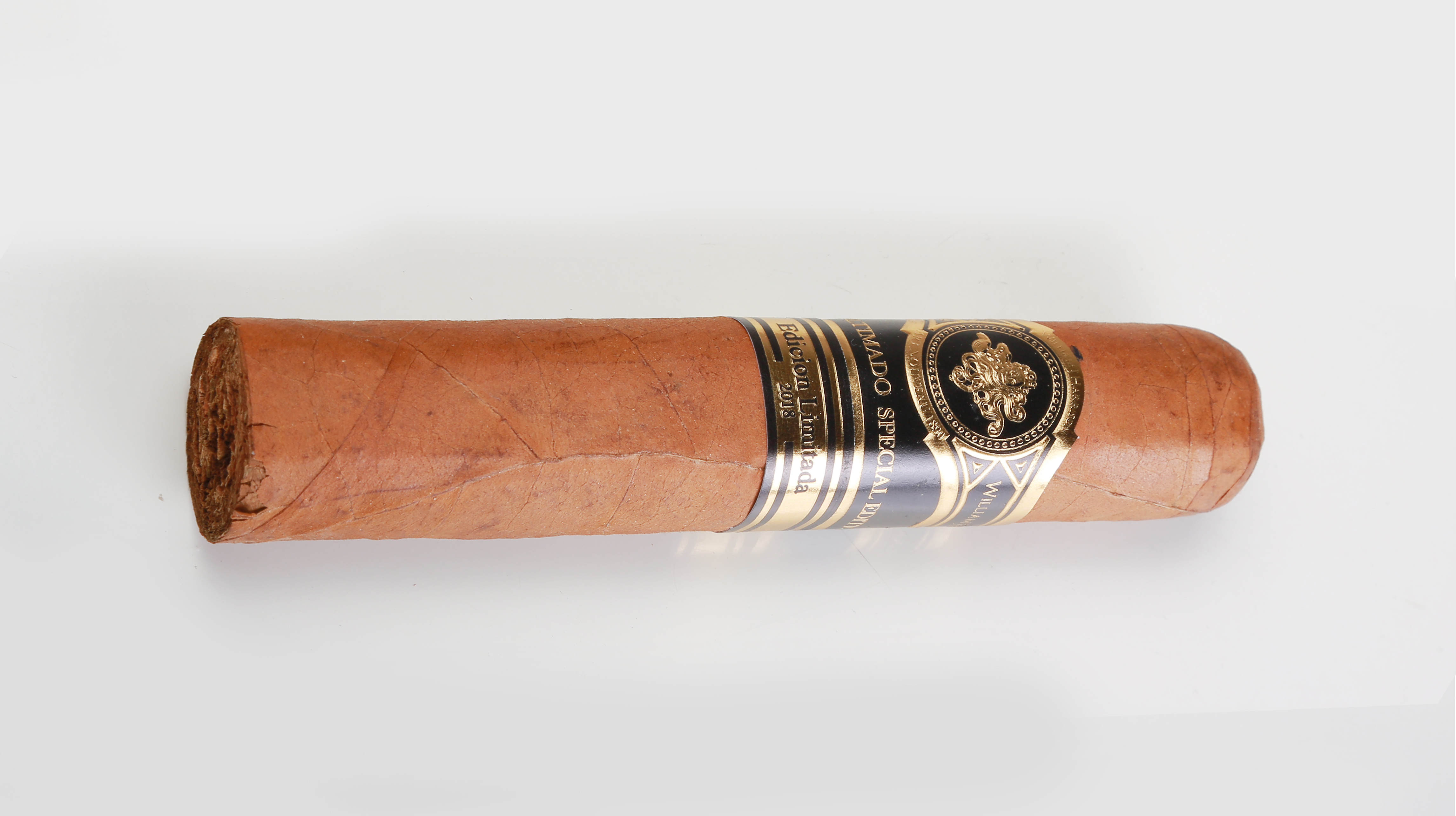
William J Harisson-sigaar

Een sigaar is een genotmiddel voor rokers, meestal vervaardigd uit een mengsel van tabakssoorten die afkomstig zijn uit landen of gebieden zoals Brazilië, Cuba, Dominicaanse Republiek, Honduras, Nicaragua, Java, Mexico en Sumatra. Sigaar is waarschijnlijk afgeleid van cigarra, Spaans voor 'sprinkhaan'. Een andere, minder waarschijnlijke lezing is dat het woord teruggaat op zikar, een Maya-woord dat 'roken' betekent.

## Sigaar vs. sigaret
Er zijn verschillen tussen het sigaren- en sigarettenroken, in die zin dat een sigaar veel meer tijd in beslag neemt (doorgaans gaan ze ten minste drie kwartier mee), maar ook dat sigarenrook niet bestemd is om te inhaleren. Waar sigaretten dus vooral voor de longen schadelijk zijn, werken sigaren op de keel in. Daarnaast dient een sigaar in het algemeen niet zozeer tot bevrediging van de nicotinezucht maar heeft als doel een specifieke smaak in de mond af te scheiden, waardoor verschillende sigaren zich van elkaar onderscheiden, op een uitgesprokener wijze dan bij sigaretten. Een ander groot verschil is de temperatuur van een sigaar, deze is aanzienlijk hoger dan een sigaret.

### Gezondheidsrisico's
Sigaren zijn even verslavend als sigaretten. Hoewel de nicotine minder wordt opgenomen in de longen, zoals bij sigaretten vooral het geval is, wordt de nicotine met name door het mondslijmvlies opgenomen. Er zijn wel verschillen in specifieke gezondheidsrisico’s. Sigarettenrokers roken vaker dan sigarenrokers, maar in sigaren zit aanzienlijk meer tabak dan in sigaretten. Sigaren produceren ook meer rook en bevatten een hogere concentratie koolmonoxide.
Net zoals bij sigarettenrokers hebben sigarenrokers een verhoogde kans op kanker in de mond- en keelholte, slokdarm, alvleesklier en longen. Met name rokers die niet diep inhaleren hebben een sterk verhoogd risico op kanker in de mond- en keelholte.

## Long Fillers en Short Fillers

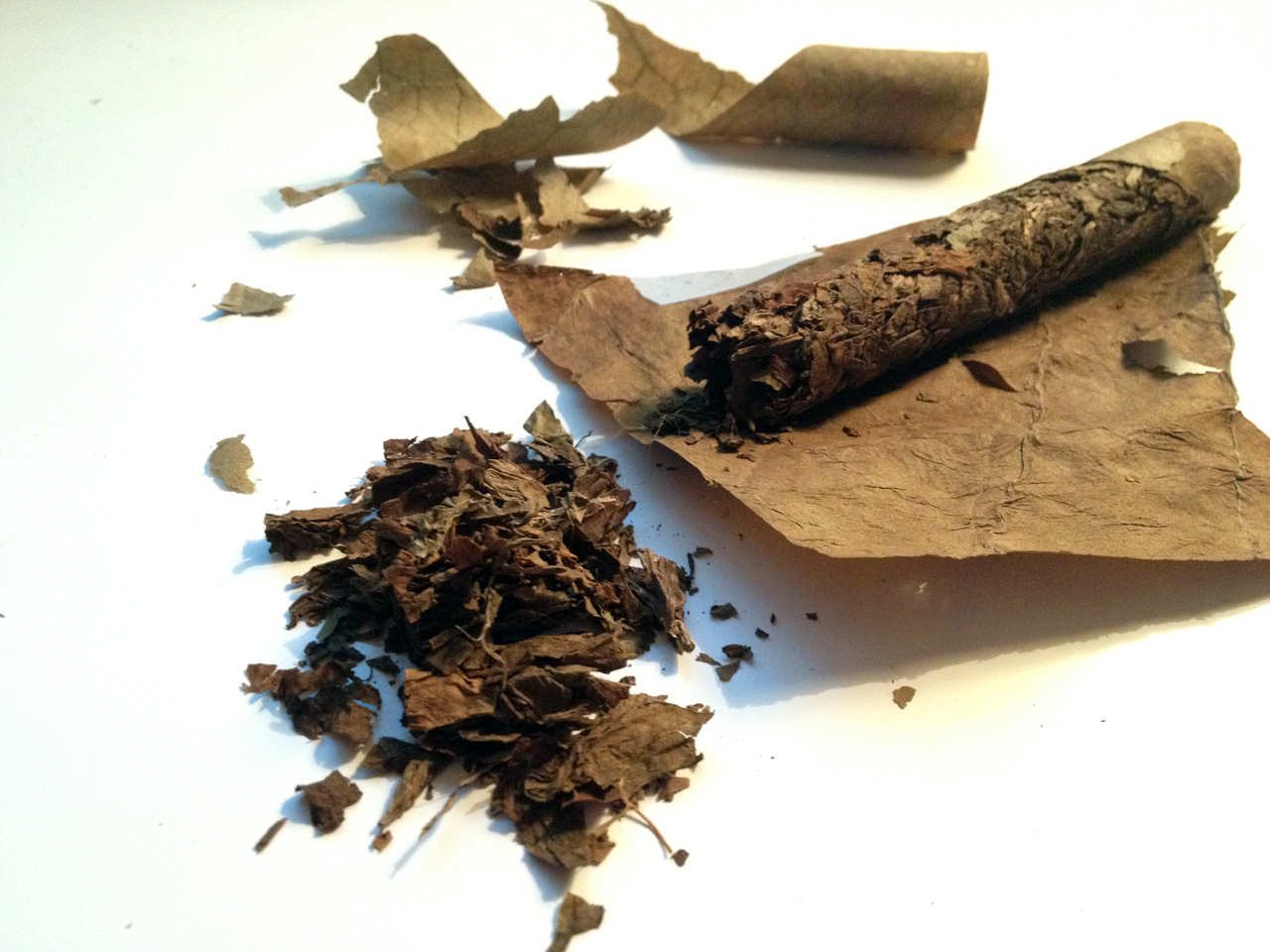
Short Filler

Sigaren zijn te onderscheiden in twee soorten: Long Fillers en Short Fillers (en een klein deel Medium Fillers). Bijna alle typen zijn opgebouwd uit het binnengoed, het omblad en het dekblad.
Het binnengoed van een Long Filler bestaat uit opgerolde tabaksbladeren waaruit de hoofdnerf is verwijderd (zgn. frog-legs), in tegenstelling tot Short Fillers: het binnengoed van deze sigaren bestaat uit korte stukjes (verknipt) tabak, veelal uit verschillende streken afkomstig.
Long Fillers dienen goed geconserveerd te worden (in een zogenoemde humidor), tussen de 68-72% luchtvochtigheid. De temperatuur is minder relevant. Wanneer het percentage lager dan 60% wordt, wordt de Long Filler droog, breekt gemakkelijk, brandt te snel en smaakt te scherp. Bij percentages hoger dan 72% brandt de sigaar lastiger, echter is de smaak voller. Bij percentages hoger dan 80% begint de schimmelvorming op de sigaren. 
Tot voor kort bestond er het geloof dat er zoiets bestond als "bloem" of "sigaarbloem" waarbij men dacht dat er kristallisatie van suikers uit het dekblad naar boven kwamen en deze een wit laagje vormde op de sigaar, gelijkend maar niet identiek aan schimmel. Voornamelijk sigarenboeren verkochten dit idee aan de koper opdat men beschimmelde sigaren uit de inventaris met een gekwiekst verkoopspraatje toch aan de man kon brengen. Er werd zelfs vaak beweerd dat dit de smaak positief zou beïnvloeden. Niets bleek minder waar. Een wetenschappelijke studie uitgevoerd aan het Australia Biotech Laboratories wees uit dat op elk van 10 ingezonden stalen (sigaren met met verschillende soorten "bloem"), er enkel sporen van diverse schimmels werden aangetroffen en dit nooit gekristalliseerde suiker betrof.
Short Fillers worden meestal in landen gemaakt waar tabak niet groeit, maar slechts wordt overgeslagen (in de haven). Denk aan merken als Ritmeester, Hajenius, Olifant, en dergelijke. Uitzonderingen hierop zijn sigaren uit bijvoorbeeld Brazilië en Indonesië (hier wordt de tabak verbouwd en de sigaar geproduceerd). Short Fillers dienen niet vochtig gehouden te worden (hoewel vaak anders beweerd wordt), hoeven vaak niet geknipt te worden en hebben een andere smaak dan Long-Fillers. Een short-filler is het beste gebaat bij een luchtvochtigheid van ongeveer 65%.

## Formaat en ringmaat
Een Short Filler bestaat in verschillende formaten.
- De cigarillo of spriet is een smalle, dunne sigaar. Sommige cigarillo's hebben een filter.
- De señorita is in Nederland het bekendste en meest gerookte model. Meestal een lengte van ongeveer tien centimeter, en een centimeter dik.
- De wilde cigarro, een bekend formaat sigaar. Vroeger werd deze sigaar naar de tabak genoemd die deze sigaar bevat, namelijk Wilde Havanna. Tegenwoordig mag deze naam echter niet meer gebruikt worden. De sigaar is te herkennen aan zijn middelmatige grootte en het flosje aan het uiteinde. De eerste die met dit type op de Nederlandse markt kwam, was het merk Hudson uit Roosendaal. Rookduur ongeveer vijfentwintig minuten.
- De panatella is over het algemeen iets langer dan een señorita maar zit qua dikte tussen een cigarillo en een señorita in.
- De corona wordt vaak 's avonds gerookt, na het diner. Wat langer en dikker dan een señorita, met een rookduur van een klein uurtje tot meer dan twee uur.
- De petit of half corona, deze is iets korter dan de normale corona.
- De tuitknak is een sigaar waarvan het einde taps toeloopt tot een dunne punt. Een beginnersfout bij het roken van de tuitknak is het in de mond nemen van het smalle deel en het aansteken van het eigenlijke mondstuk. Omdat een goede sigaar alleen bij het mondstuk is gelijmd, valt een tuitknak in dit geval snel uit elkaar.
- De bolknak werd gebaseerd op de tuitknak en werd voor het eerst door Ritmeester gemaakt. De bolknak is een taps uitlopend model.

Daarnaast bestaan er nog een aantal iets minder voorkomende formaten. De doorsnee of ringmaat van de sigaar wordt aangegeven in 64sten van een inch. Ze variëren van 23 (23/64 inch of 9,1 mm) tot 52 (52/64 inch of 20,6 mm).

## Designsigaren
Een luxueuze verschijningsvorm zijn de designsigaren. Dit zijn longfillersigaren, die zich uiterlijk onderscheiden door middel van een motief. Vaak wordt hierbij de rand van het dekblad gedoopt in een afwijkende kleur tabakspoeder, waardoor een designrand ontstaat.
Dit motief wordt aangebracht met behulp van (tabaks)poeder. Er zijn verschillende werkwijzen:
- (tabaks)poeder op het dekblad matteren.
- De rand van het dekblad in (tabaks)poeder te dopen.

## Geschiedenis

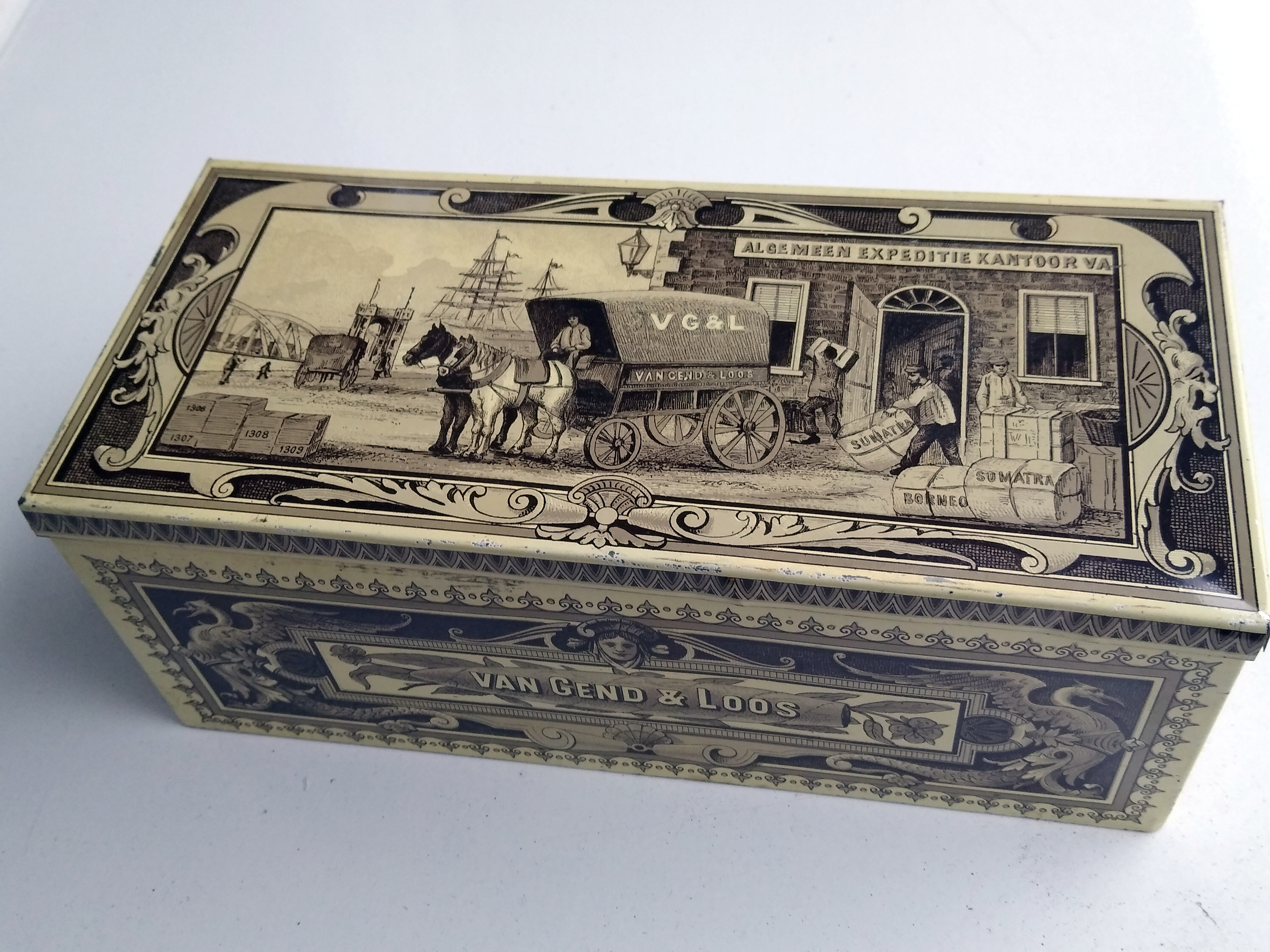
100 Habana's in een sigarenblik van Van Gend & Loos

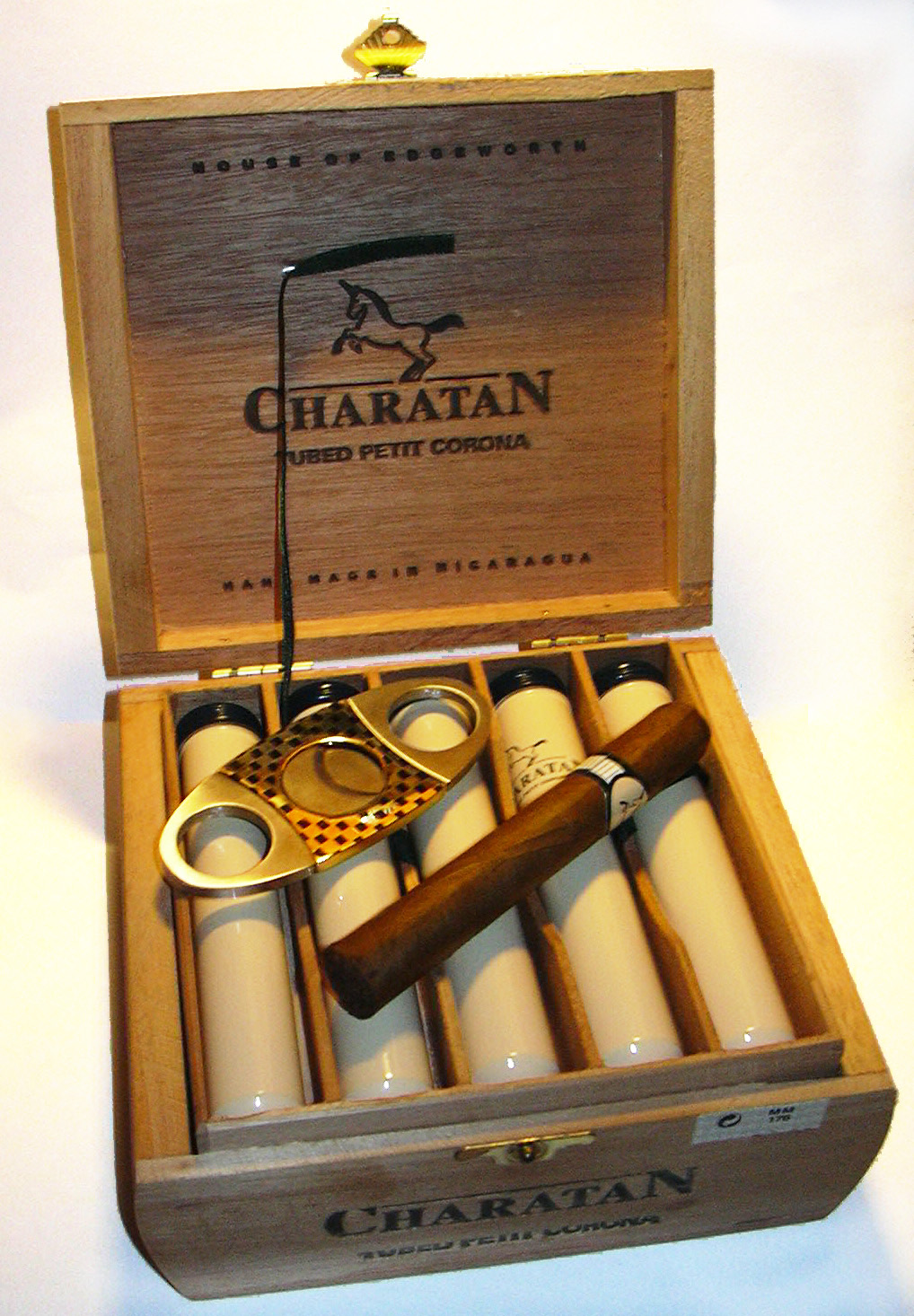
Een sigarenkistje met corona's, in een sigarenkoker, en een sigarenknipper

Het is bekend dat tabak (Lat. Nicotiana tabacum) in de Nieuwe Wereld reeds lang voor de komst van Columbus als rookwaar werd gebruikt. In het bijzonder de Maya's rolden tabaksbladeren in een vorm die hen ertoe in staat stelde de tabak aan te steken en op te roken.
Dit kan als voorloper van de sigaar worden gekenmerkt. De Cubaanse indianen noemden dit een cohiba, nu een zeer duur merk. Tegenwoordig spreekt men op Cuba van tabacos als men een sigaar bedoelt.
Tijdens de koloniale periode ontstond een belangrijke tabakshandel tussen het Caraïbisch gebied en Europa. De Spanjaarden begonnen aan het eind van de 17e eeuw met het planten van tabak, en exporteerden de tabaksbladeren naar de rest van de wereld. Britse kolonisten verbouwden tabak in Virginia, en de tabaksindustrie kwam tijdens het Britse Rijk tot grote bloei.
In Europa was Spanje het eerste land dat sigaren produceerde. In 1717 begon in Sevilla het eerste sigarenfabriekje. Omstreeks 1790 ontstond er een sigarenindustrie in Frankrijk en Duitsland, en pas in 1820 ook in Engeland. Nederland en België (onder meer in Geraardsbergen) volgden, zie Sigarenindustrie (Benelux). De Nederlandse sigarenindustrie begon in 1826 te Kampen. Het betrof toen nog vooral huisnijverheid. De eerste echte sigarenfabriek werd in 1858 te Amsterdam geopend. Naast veel andere plaatsen speelden vooral Eindhoven, Valkenswaard en Veenendaal en natuurlijk Kampen een belangrijke rol.
De specifieke sigarenindustrie kreeg in de 20e eeuw echter behoorlijke concurrentie van de sigaret, die er enerzijds toe heeft geleid dat men sigaren machinaal begon te produceren, teneinde de prijs te drukken, en anderzijds dat de traditioneel vervaardigde sigaren steeds exclusiever (lees: duurder) werden. De eerste sigarenmachines deden in 1924 hun intrede. Deze konden echter nog niet alle stappen van de sigarenfabricage verrichten.
Tijdens de Tweede Wereldoorlog leidde een tekort aan tabak ertoe dat sigarenfabrikanten alternatieve materialen moesten gebruiken. Een populair surrogaatproduct uit deze tijd was surrogaat binnengoed, gemaakt van hopafval. In Nederland werd dit bijvoorbeeld in Roermond geproduceerd door de firma L.J.H. Steuns & Zonen, in samenwerking met Heynen & Molenaar. Deze bedrijven hadden binnen korte tijd arrangementen met de meeste toen nog actieve Nederlandse en Belgische bierbrouwerijen om hopafval te verzamelen en verder te verwerken tot het surrogaat Surbin. Deze alternatieve tabak werd gebruikt om de productie van sigaren voort te zetten ondanks de schaarste aan traditionele tabak.
De meeste sigaren worden momenteel in de Verenigde Staten geproduceerd. Nederland is de grootste sigarenexporteur ter wereld, met een exportvolume van 2 miljard sigaren per jaar (gegevens uit 2007). De meeste van deze sigaren worden echter in België vervaardigd.

## Fabricageproces

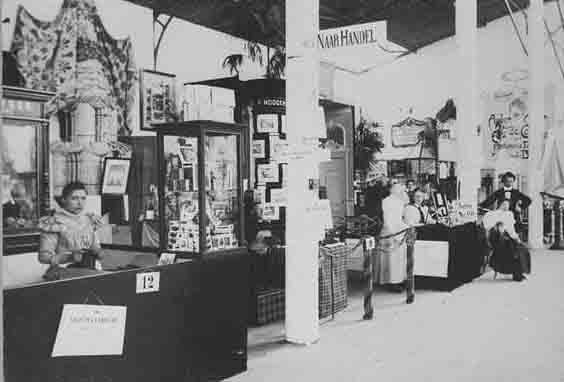
Sigarenmaakster op de Nationale Tentoonstelling van Vrouwenarbeid 1898 in Den Haag

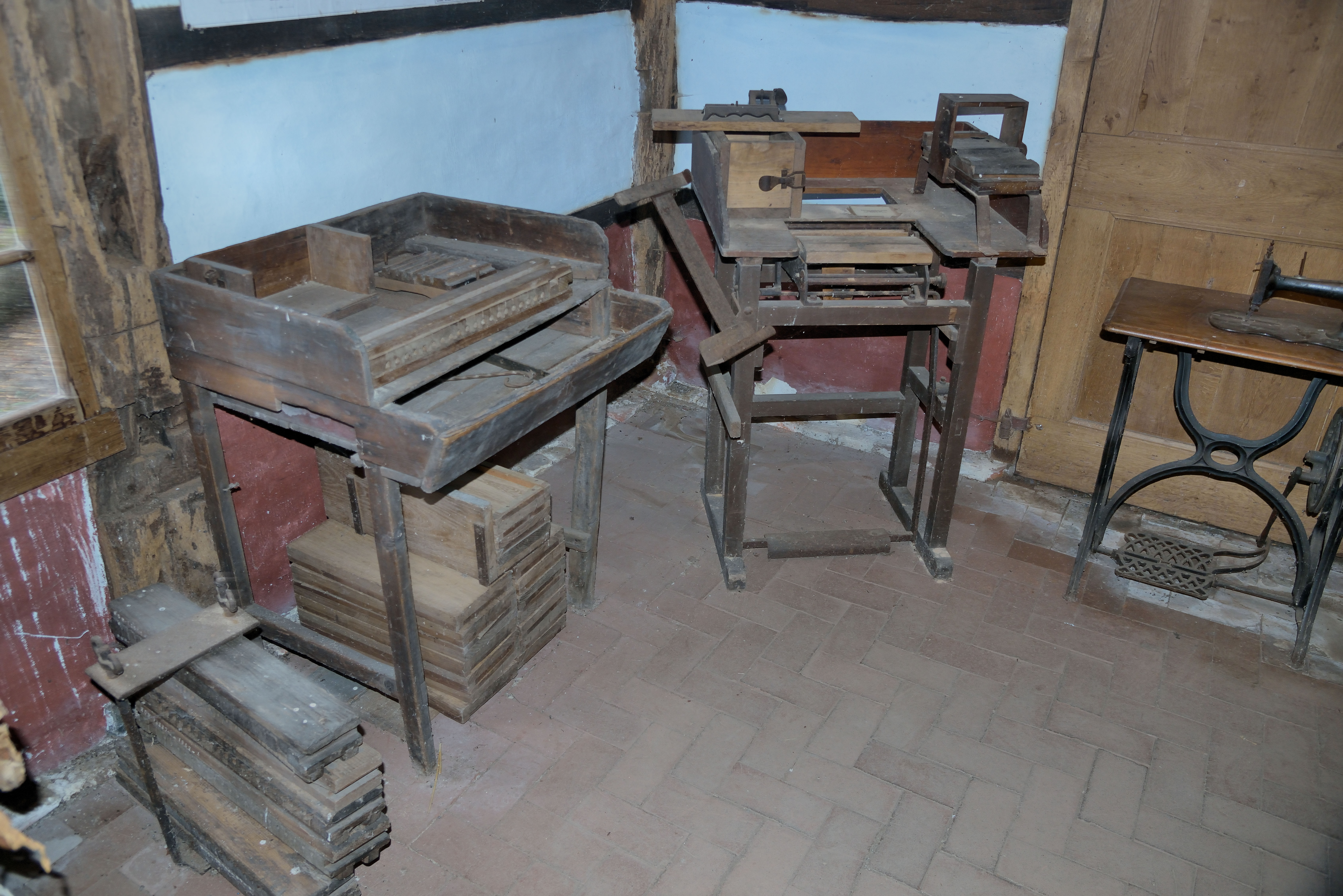
Sigarenmakerij in openluchtmuseum Erve Kots

De sigaar bestaat uit versneden tabak, het zogenaamde binnengoed, waaromheen het omblad wordt gerold, een voorbewerkt tabaksblad. Dan heeft men een zogenaamde pop (Z.Ned) of bosje (N.Ned). Hieromheen wordt dan het dekblad gewikkeld, waarna de sigaar compleet is.
De gebruikte tabak werd bevochtigd en het binnengoed werd in het omblad gerold tot een model dat pop werd genoemd. Dit geschiedde in een sigarenmal die bestond uit twintig schuitjes. Vijf gevulde vormen (honderd poppen) werden in een pers gelegd en twee uur lang gedroogd. Daarna werden de poppen een kwartslag gedraaid om naadvorming te voorkomen, dit was het poppendraaien. Als de pop in model was, werden de uitstekende delen afgesneden en hergebruikt in nieuw binnengoed. De pop werd nu handmatig van een dekblad voorzien, dat een kwart of een zesde van een Sumatra-tabaksblad was, dat spiraalsgewijs van het vuureind tot achteren om de pop werd gedraaid. Aangezien de zij-nerven vanuit de hoofdnerf gezien naar links en rechts uitwaaieren en deze zo weinig mogelijk zichtbaar moeten zijn, wordt een sigaar "links" en "rechts" opgedekt.
Soms werd de sigaar nog bewerkt door hem onder een blokje te rollen om zo de spanningsverschillen, die zijn ontstaan tijdens het handmatig opdekken, te minimaliseren. Als de sigaar gereed was, ging hij naar de sorteerderij. Daar werden de sigaren door speciale vakmensen op lange tafels gesorteerd op kleur, dit gebeurde in ruimten die werden voorzien van daglicht vanuit het noorden. Dan werden de sigaren geperst en voorzien van een code, om vervolgens enkele dagen in de droogkamer te drogen. Vervolgens werden ze voorzien van het bandje en verpakt in kisten, waarbij de bovenste laag sigaren, de spiegel, een zeer egale kleur moest tonen.
Stukloon was de regel, en omstreeks 1900 nog had iedere sigarenmaker een poppenmaakster in dienst, die van het stukloon moest worden uitbetaald.

## Gezondheid
Behalve teer (veroorzaker van de rokershoest), nicotine (de verslavende stof in tabaksrook die onder andere hoge bloeddruk veroorzaakt, en beschadiging en vernauwing van de bloedvaten) en koolmonoxide (zorgt voor een slechtere lichamelijke conditie) zitten er in tabaksrook minimaal 40 andere giftige tot zeer giftige stoffen. Het betreft onder andere nitrosaminen, formaldehyde, arseen, cyanide, aceton, ammoniak, azijnzuur, DDT en benzeen.
Statistische onderzoeken wijzen uit dat roken (mede)verantwoordelijk is voor een groot aantal sterfgevallen. Ziekten die door roken worden bevorderd zijn onder meer ziekten van hart (hartinfarct) en bloedvaten (atherosclerose), ziekten van de luchtwegen (COPD), mondaandoeningen (parodontitis) en kanker (onder meer mondkanker, keelkanker, longkanker, teelbalkanker), beroerte (cerebrovasculair accident), longemfyseem, longontsteking, ziekte van Graves, rugklachten, oorklachten, en etalagebenen. Tevens geeft roken een verhoogde kans op impotentie, erectiestoornissen, beschadiging van de zaadcellen, beschadiging van de eicel, miskraam (kans is 1,5 à 3x zo groot), wiegendood bij baby's, een lager geboortegewicht van pasgeboren baby's, allergische klachten bij kinderen, onvruchtbaarheid, maculadegeneratie, verandering van de gebitskleur (bruine tanden), onfrisse adem, kleurverandering van de handen (vooral de vingers), voortijdige veroudering van de huid (rimpels), verhoogde kans op haaruitval en een minder goede algehele lichamelijke conditie.
Een rokershoest ontstaat als iemand langdurig (fors) rookt. De teer die de longen binnenkomt als er een trekje aan een tabaksproduct wordt genomen (bijvoorbeeld een sigaret), zet zich vast op het longweefsel. In de longen bevindt zich een enorm aantal trilhaartjes. Deze trilhaartjes hebben als taak het uit de longen drijven van met afval vervuild slijm. Zonder deze trilhaartjes hoopt zich allemaal vuil op in de longen.
Nicotine, teer en veel andere stoffen die vrijkomen bij het verbranden van tabak, komen de longen binnen. De agressieve gassen uit tabaksrook dringen door de natuurlijke slijmlaag van de longen door. Deze stoffen tasten de cellen aan; de cellen sterven af. Gevolg is dat vele witte bloedcellen komen helpen om de cellen weer op te bouwen. Bij mensen die veel roken komen er geen normale cellen terug, maar nemen slijmproducerende cellen de lege plaatsen in. Deze produceren zeer veel slijm, waardoor de vervuiling in de longen meegenomen kan worden. De hoeveelheid slijm is echter te groot voor de trilharen; deze kunnen het niet meer aan en raken verlamd. Ook nicotine zorgt ervoor dat de trilharen verlamd raken.

De trilharen voeren het slijm met vuil niet meer af; ze zijn immers verlamd en doen bijna niks meer. De hoeveelheid slijm kan nu alleen nog maar afgevoerd worden door het hoesten, de 'rokershoest'. Vooral 's ochtends hebben rokers er last van: de trilhaartjes die hun werk nog enigszins hebben kunnen doen zijn erin geslaagd een deel van het slijm naar boven te brengen. Dit slijm is klaar om uitgehoest te worden. Veel rokers zullen daarom ook 's ochtends moeten hoesten, meer dan overdag het geval is. Elke keer dat er gehoest wordt, neemt de elasticiteit van het longweefsel af. Op een gegeven moment is de rek bijna volledig uit het weefsel. Deze ziekte heet COPD en kan ernstig invaliderend zijn wanneer er niet gestopt wordt met roken.

## Maatschappelijke acceptatie

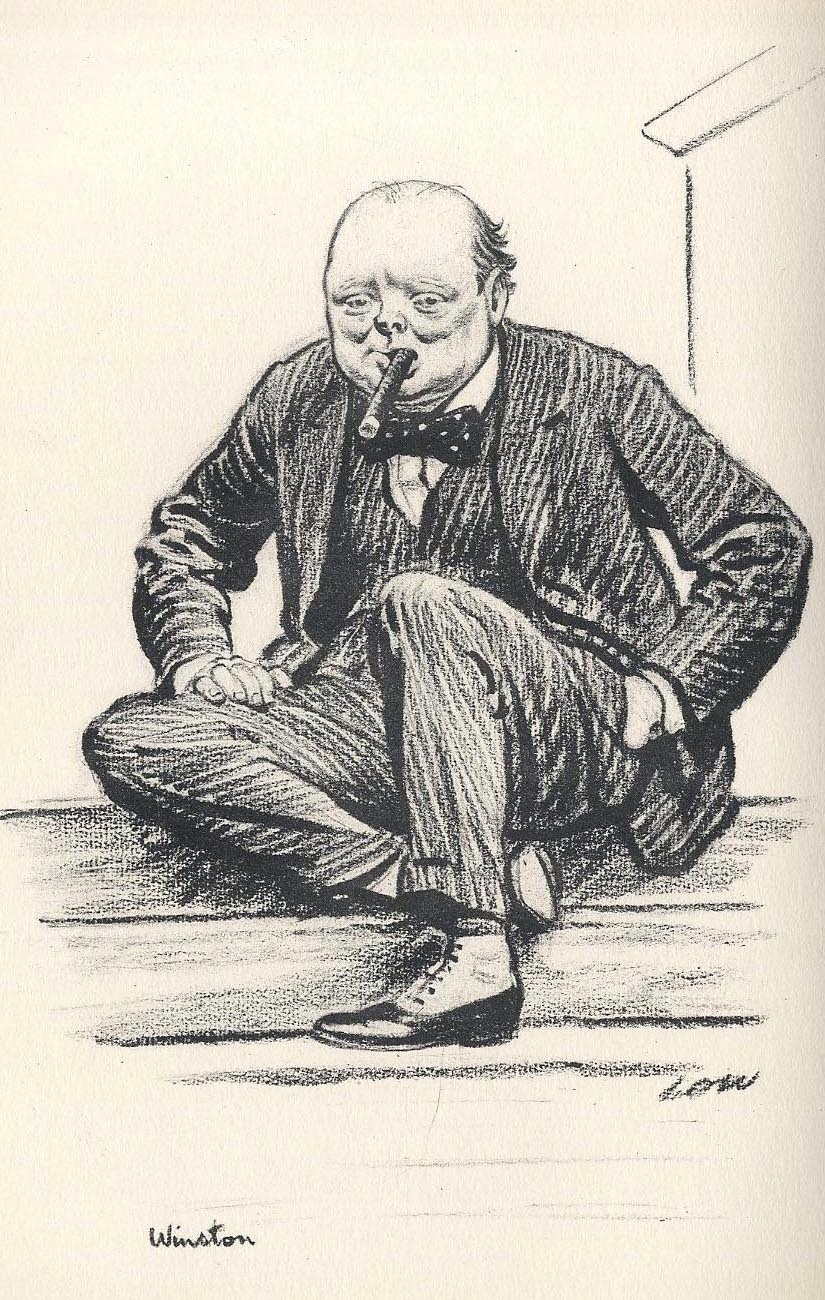
Karikatuur van Churchill met sigaar

Op sociaal gebied betaamde het sinds de 19e eeuw niet meer dat een vrouw rookte, en het roken van sigaren in het openbaar werd in victoriaans Engeland ontraden. Heden ten dage zijn deze tendensen aan een omkeer bezig, maar thans heeft wetenschappelijk onderzoek aangetoond dat roken in elk geval schadelijk is voor de gezondheid, met algemene antirookcampagnes tot gevolg. In de Verenigde Staten, waar de antirookcampagnes al wat langer worden gevoerd, doet zich echter wel een opvallend verschijnsel ten faveure van de sigaar voor. New York, waar sinds april 2003 roken in restaurants en cafés verboden is, staat wel de inrichting van speciaal geklimatiseerde Cigar rooms toe. Dit zijn speciale cafés waar naast sigaren ook gewoon sigaretten gerookt mogen worden.

## Bekende sigarenrokers
- Winston Churchill; naar verluidt rookte hij gemiddeld zo'n 4.000 Coronas per jaar.
- Fidel Castro; bijna altijd was hij te zien met een Cubaanse Cohiba in zijn mond.

## Sigarenmerken
Dat een sigarenmerk bij een bepaald land wordt genoemd, betekent niet dat alle grondstoffen uit die streek afkomstig zijn; dikwijls mengt men tabakssoorten uit verschillende landen. Het land van herkomst van een sigaar duidt dus in feite op de plaats waar de sigaar werd samengesteld. Het aantal sigarenmerken dat ooit geproduceerd is is overigens buitengewoon groot.
Sigaren zijn vaak voorzien van een, meestal papieren, sierbandje dat sigarenbandje wordt genoemd. Dit is een geliefd verzamelobject. Het werd tot het midden van de vorige eeuw gewoonlijk bedrukt met steendruk, maar sindsdien gewoonlijk met offsetdruk. Naast het drukken worden sigarenringen veredeld met brons en preging (reliëf) om de aantrekkelijkheid van de sigaar te onderstrepen.

### Argentinië
- El Che
- Fenix
- Barracuda
- Cienfuegos (tabak van Cuba, Indonesië en Brazilië)
- Captaris
- María Divina

### Bahamas
- Graycliff
- Bahiba

### Barbados
- Royal Barbados
- Sam Lord

### Brazilië
- Alonzo Menendez
- Angelina
- Monte Pascoal
- Dannemann
- Le Cigar
- Augusta
- DaMatta
- Don Porfírio
- Don Pepe
- Dona Erô
- Quiteria
- Siboney
- Caravelas
- Delectados
- Suerdieck
- MR
- Brasil Autênticos
- São Salvador
- Leite & Alves

### België
- J. Cortès
- Real Pedro
- Baccarat
- Cadena
- Kenners Keus
- Victor Hugo
- La Paz

### Colombia
- Bravo
- Monseñor
- Puyana
- La Cava del puro
- Cigalia
- Puros Sol Dorado
- GUANE DE ORO

### Costa Rica
- Bucanero Cigars
- Fundación Ancestral, Cumbres, Puriscos, Colinas (geproduceerd door Tabacos de la Cordillera)
- Don Benigno
- Don Ursulo
- Bahias, Sueños, Chieftains (geproduceerd door Inversiones Tabacom S.A)
- Vegas de Santiago
- Brun del Re
- El Séptimo
- Tabacalera Tambor

### Cuba
Wereldwijde merken
Wegens een embargo hebben deze merken een Cubaans geproduceerde versie beschikbaar voor niet-VS-landen, en een wereldwijd beschikbare versie geproduceerd buiten Cuba:
- Cohiba
- Montecristo
- Partagás
- Puros Indios
- Romeo y Julieta
- Hoyo de Monterrey
- H. Upmann

Multilocal-merken
- Bolívar
- Punch
- Vegas Robaina
- Quintero
- Fonseca
- José L. Piedra

Niche-merken
- Cuaba
- Trinidad
- San Cristóbal de la Habana

Plaatselijke merken
- Belinda
- Cabañas
- Diplomáticos
- El Rey del Mundo
- Flor de Cano
- Guantanamera
- Juan López
- La Gloria Cubana
- Por Larrañaga
- Quai d'Orsay
- Rafael González
- Ramón Allones
- Saint Luis Rey
- Sancho Panza
- Troya
- Vegueros

Peso Cigar merk
Deze merken worden enkel verkocht in Cuba en nooit geëxporteerd.
- Reloba
- Bauza

Stopgezette merken
Sommige van deze merken worden nog steeds gemaakt, echter niet langer in Cuba.
- Cifuentes
- Davidoff
- Dunhill
- Gispert
- La Flor de Caney
- La Escepción
- Los Statos de Luxe
- María Guerrero
- Siboney
- Don Alfredo
- Don Cándido
- Flor del Punto
- La Corona
- La Vigía

### Dominicaanse Republiek
- Adán y Eva
- Arte Cubano
- Arturo Fuente - geproduceerd door Tabacalera Fuente
- Ashton
- Augusto Reyes
- Avo - naar de oprichter, en voormalige jazzpianist Avo Uvezian, geproduceerd en verdeeld door Davidoff.
- Balmoral Royal Selection
- Bolívar - geproduceerd door General Cigar, een divisie van Swedish Match
- Casa Blanca
- Caonabo
- Cigars NB
- Cuaba
- Chubbys
- Cohiba - geproduceerd door General Cigar, een divisie van Swedish Match
- Cojimar
- Cuesta-Rey - geproduceerd door J.C. Newman
- Cuban Stock
- Davidoff
- Delicioso
- Devil's Weed
- Diamond Crown - geproduceerd door J.C. Newman
- Dominique
- Don Antonio
- Don Diego - by Altadis
- Don Ibarra
- Don Leo
- Don Miguelino
- Don Rigo
- Don Sebastián
- Dunhill (Aged Range)
- El Credito - geproduceerd door General Cigar, een divisie van Swedish Match
- El Rico Habano - geproduceerd door General Cigar, een divisie van Swedish Match
- Emilio Reyes Collection
- Euro Cigars
- Exquisito
- Familie van Kempen
- Fonseca Cigars
- Fittipaldi
- Fuente Fuente Opus X - geproduceerd door Tabacalera Fuente
- García y Vega - geproduceerd door Swedish Match
- Gurkha cigars
- Garo Habano
- Heeren XVII
- Homage 1492
- JM's Dominicans
- J.R. Tobacco
- Juan Clemente
- La Aurora
- La Caridad del Cobre
- La Flor Dominicana
- La Gloria Cubana - geproduceerd door General Cigar, een divisie van Swedish Match
- La Habanera
- La Unica - geproduceerd door J.C. Newman
- León Jiménez
- Los Libertadores
- Macanudo - geproduceerd door General Cigar, een divisie van Swedish Match
- Manifiesto
- Marca Fina
- Maximus by Diamond Crown - geproduceerd door J.C. Newman
- Montesino - geproduceerd door Tabacalera Fuente
- Montecruz
- Cigars NB - geproduceerd door Emilio Reyes
- Nomi
- Oliveros
- Olor del Cibao Cigars
- Orange Label
- Partagas - geproduceerd door General Cigar, een divisie van Swedish Match
- Paul Garmirian
- Paul Vato Cigars
- Pichón
- Primo del Rey
- Private Stock
- Quesada Cigars
- Royal Jamaican - geproduceerd door Altadis
- Sosa - geproduceerd door Tabacalera Fuente
- Tatiana
- Tenorio
- The Griffin's - geproduceerd door Davidoff
- Troya
- Vegafina - geproduceerd door Altadis

### Ecuador
- Aray & Sons
- La Casona
- Solomne
- Quevedo

### Egypte
- José Bartolo

### Finland
- Piano
- Sibelius

### Griekenland
- Domenico

### Honduras
- Aliados
- Baccarat
- Bargain Bundles
- Casa Magna Oscuro
- Camacho Cigars
- CAO
- Conuco
- Carlos Torano
- Crown Fumas
- Cruz Real
- Don José
- Don Lino
- Don Mateo
- Don Tomás
- El Rey del Mundo
- Encanto
- Excalibur
- Exhibit
- Flor de Copán
- Flor de María Mancini
- Flor de Jardin
- Flor de Selva
- Habana
- Helix
- Hoyo de Monterrey
- Indian Tabac
- Joya de Havana
- La Aroma de Cuba
- Las Cabrillas
- Marca Fina
- Paul Vato Cigars
- Punch
- Puros Indios
- Rafael González
- Rocky Patel
- Sancho Panza
- Santa Rosa
- Smokin' Toad
- Thomas Hinds
- Villa Zamorano
- Zino

### Hongarije
- Ász
- Don Alfredo
- Galopp
- Hunor
- Nabucco

### Filipijnen
- La Flor de la Isabela
- Tabacalera
- Alhambra
- Don Juan Urquijo
- 1881
- La Nobleza Manila
- Tabaquería de Filipinas
- Independencia 1898
- Flor de Filipinas
- Antonio Giménez
- La Flor de Rizal
- Fighting Cock

### Indonesië
- Tambo
- Srintil
- Galactico
- Luna Perfecta
- Java Royale

### Ierland
- Don Esteban
- Pricewise Cigars

### Iran
- Farvardin
- Bahman
- Oshno
- Tir
- Homa 20
- 57
- Mehr
- Zar
- Ordibehesht

### Israël
- 0.4O
- Rewaechad

### Italië
- Toscano
- Romano

### Mexico
- A. Turrent
- Aroma de San Andrés
- Bronezzo
- Cesars
- Chicos
- Del Paraíso
- Don Chicho
- Ejecutivos
- El Aroma
- Glorias de España
- Hacienda de Veracruz
- Hoja de Mexicali
- Hoja de Oro
- Hoyo de Casa
- Irene
- Julio César
- Latinos
- Matacan
- Miranda
- Mito de San Andrés
- Mocambo
- Paul Vato Cigars
- Santa Clara 1830
- San Teodoro Premium
- Señor Cheñferdo
- Te-Amo
- Valdez
- Veracruz

### Nederland
- Agio Tip
- Balmoral
- Cafe Creme
- Compaenen
- de Graaff `s-Gravenhage
- Duc George
- Elisabeth Bas
- Ernst Casimir
- Hajenius
- Heren van Ruysdaal
- De Hertogh
- Hofnar
- De Huifkar
- Ernst Casimir
- JeKaGe
- Justus van Maurik
- Karel I sigarenfabriek
- Kenners Keus
- La Paz
- Leo Victor Sigaren
- Mehari's
- Mignot & De Block
- de Olifant
- Oud Kampen
- Panter
- Ritmeester
- Schimmelpenninck
- Senator
- Staalkoning
- Steenbok
- Uiltje
- Van der Donk
- Velasquez
- Agio
- Henri Wintermans
- Willem II

### Nicaragua
- 1608
- 420's
- 5 Vegas
- A. Fernández Signature Series
- Bahia
- Bossner Reserva Limited Ed.
- Bucanero
- Casa Magna Colorado
- C.A.O.
- C.E. Beck y Cia
- Camaguey
- Carlos Toraño
- Casa de Nicaragua
- Casa de Torres
- Charatan
- Chinchalero
- Churchill Nicaragua
- Cigar
- Conquistador
- Cuban Crafters
- Cucaracha
- Cupido
- Cumpay
- Don Kiki
- Don fernando's
- Don Pepín García Cuban Classic
- Drew Estate (makers van ACID, Java, La Vieja Habana, Natural, Chateau Real, Ambrosia, Liga Privada no.9, Kahlua, Delicioso, Isla del Sol)
- Dunhill (gesigneerde oplage)
- El Fenicio
- EO Premium 601 Serie - geproduceerd door Don Pepín García voor United Tobacco
- Flor de Jalapa
- Garo Habano
- Guillen cigars (makers van Reserva Miraflor & Goviado)
- J.L. Salazar y Hermanos
- José Carlos Cigars
- Joya de Nicaragua
- La Caridad del Cobre
- La Carolina
- La Rica
- Lochem Cigars
- Man o' War
- Mombacho
- Nicaragua Habanos
- Old Henry
- Oliva
- Oro de Esteli
- Your aul lady
- Plasencia
- Padrón
- Paul Vato Cigars
- Oliveros King Havano
- Perdomo
- Troya Clasico
- Quorum
- Salute to Arms
- Tony Álvarez
- Vegas de Tabacalera Esteli
- My Father
- Tabacos Baez

### Panama
- Joyas de Panamá
- Amador
- Oro de Panamá
- Pride of Panama
- Tobacos Costa
- Marca Fina
- Colón

### Peru
- San Martín
- Miguel Grau
- Señor de Sipán

### Puerto Rico
- Don Pedro Cigars
- Don Bienve
- Hoja Boricua
- Puerto Rico 965
- Hoja Boricua Gran Reserva
- Las Fumas de Puerto Rico
- Jamaica Small Cigars
- Rivalos
- La Restina
- Criollitos
- Sabrositos
- La Flor de Cuba

### Tunesië
- Inter A7mer

### Turkije
- Ankara
- Marmara
- Topkapı
- Che

### Verenigde Staten
- Alamo
- Avanti
- Aristoff
- Benedit
- Backwoods
- Black and Mild
- Bucanero Cigars
- Cabaiguan
- Cuban Crafters Cigars (Miami Factory)
- Don Pepin Garcia Blue Label
- Don Pepin Garcia Serie JJ
- Don Rigo
- Dutch Masters
- El Rey de los Habanos
- El Arte Cigar Company
- Garcia y Vega
- General Cigar Co. Inc.
- Havana Soul
- Habaneros By Habaneros Cigars of West Palm Beach
- Henry Clay
- King Edward The Seventh (cigar brand)
- La Gloria Cubana (Miami)
- La Flor De Gonzalaz (Hialeah,FL)
- La Herencia de Cuba (Ybor City)
- La Palina
- La Rosa Cubana
- Lars Tetens
- Marlboro
- Marsh Wheeling
- Marty Oswald Cigars
- Muriel
- Nat Sherman
- Padilla
- Paul Vato Cigars (Las Vegas, NV)
- Phillies
- Plantation Reserve
- Peerless
- Ranch Hand
- Rocky Patel Premium Cigars
- Sam Houston
- Swisher
- Taino
- Tatuaje
- Toppers
- Travis Club
- Tres Hermanos
- Vegas Cubanas
- Vieux Carré
- White Owl
- Winston

### Venezuela
- Bermúdez
- Crispín Patiño
- La Cumanesa

### Verenigd Koninkrijk
- Royal Dutch Cigars

### Zweden
- Bellman Siesta. Een origineel Zweeds type cigarillo. Tegenwoordig geproduceerd in Nederland.
- Carlscorona.
- Svea - geproduceerd door Carlscorona Cigars

Zweden was zelfvoorzienend in het produceren van tabaksproducten van 1740 tot 1960, toen ziektes in de gewassen het telen van tabak onmogelijk maakte. De meeste sigaren werden lokaal geproduceerd zonder merknaam of werden vernoemd naar het hotel, de club of winkel waar ze verdeeld werden. Enkele historische merken waren:
- After Dinner
- Brazil
- Femöring
- Florette
- Göta Lejon
- Juno
- Nelly
- Pythia
- Sabor del Pasado
- Stormen
- Strandrove

## Uitspraken en gezegden
Hij is de sigaarHij heeft pech.
Het is een sigaar uit eigen doosHet is een geschenk waarvoor men uiteindelijk zelf moet betalen.

## Afbeeldingen

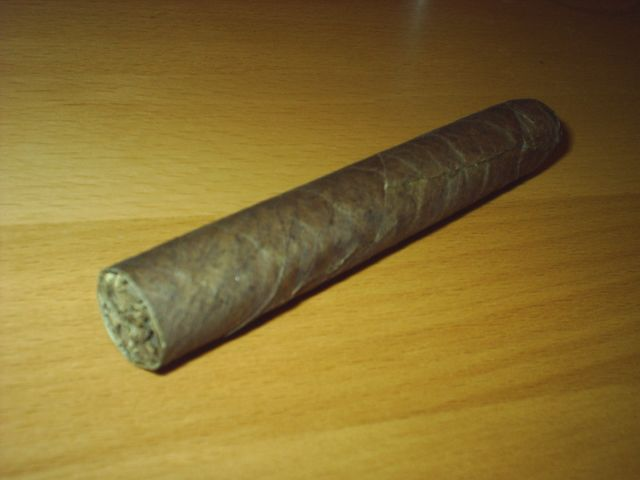
Corona-sigaar
Een symbool voor het roken van een sigaar
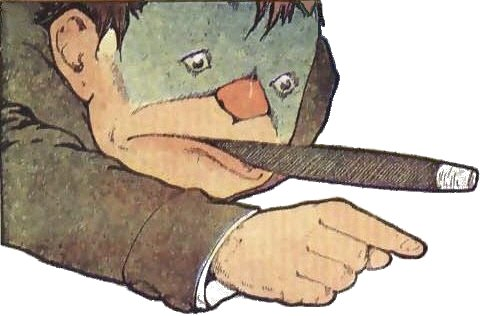
Afbeelding van een sigaarrokende Flip door tekenaar Winsor McCay uit de New York Herald van 3 juni 1906
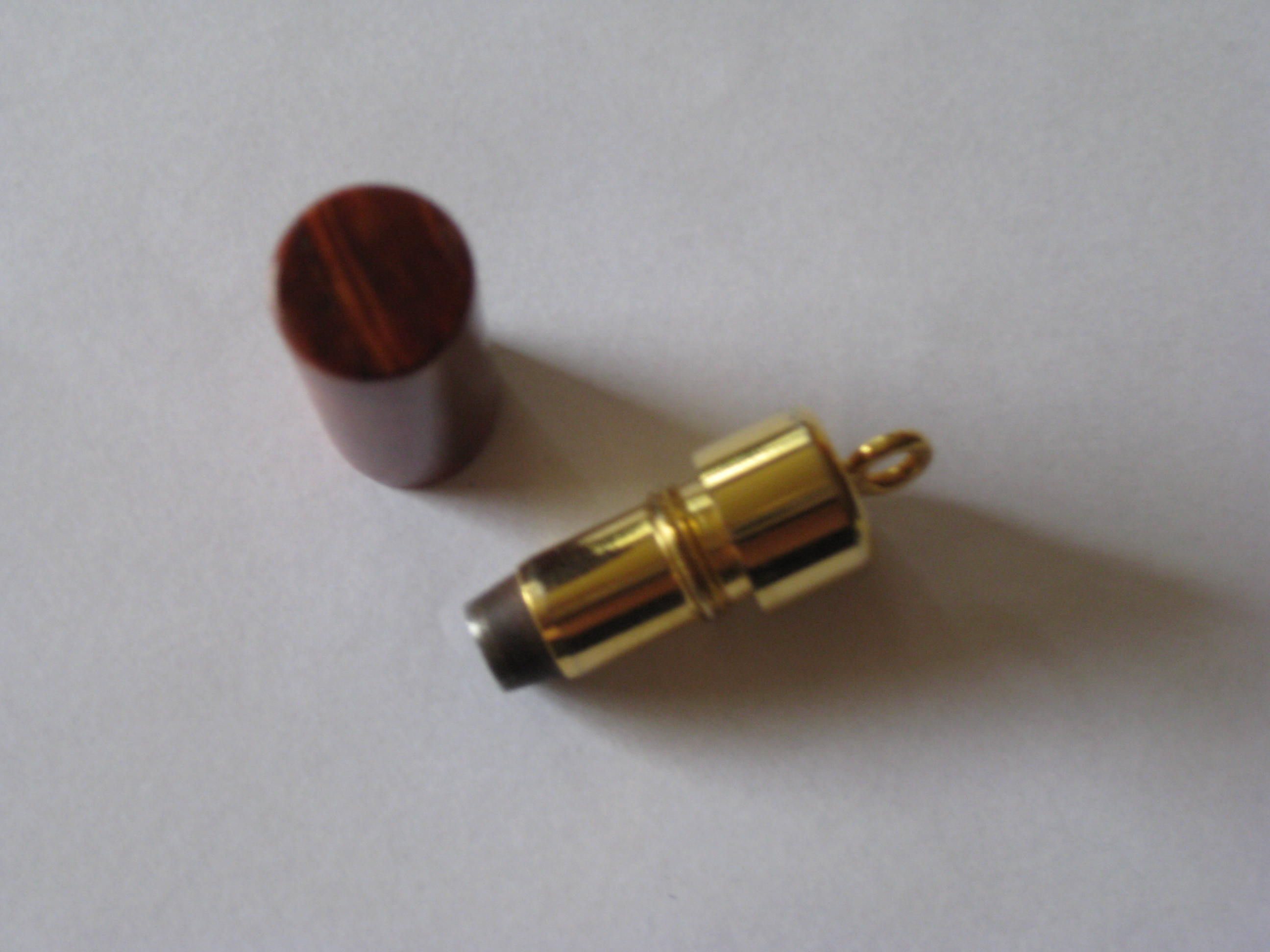
Sigarenboortje